# Заветы 12 патриархов
«Заветы двенадцати патриархов», также «Завещание двенадцати патриархов», — ветхозаветный апокриф. Текст составлен в I веке до н. э. в Земле Израильской и представляет собой этико-апокалиптический трактат, написанный от имени двенадцати патриархов — сыновей Иакова. Текст сохранился в греческой, эфиопской и славянской версиях, которые были широко известны в Средние века.

## Текстология
Апокриф известен византийской и средневековой латинской литературе. В древнерусской письменности чаще всего встречается в двух редакциях в составе Палеи: в пространной редакции в составе Полной хронографической Палеи, в краткой в составе Толковой палеи. В Краткой хронографической Палее содержится только «Завет Иудин». Апокриф также вошёл в состав хронографа Архивского и читается в сборниках.

## Содержание
Апокрифическое сочинение тематически восходит к библейскому рассказу о том, как Иаков наставлял своих сыновей и предвещал их будущее, исходя из характера и оценки деяний каждого. В апокрифе с наставлениями к своим детям обращаются уже сами сыновья Иакова. Они вспоминают свои проступки, каются в прегрешениях и предостерегают от пороков. Каждый завет выражает какую-либо основную нравственно-учительную идею, что находит выражение в заголовках заветов (в списках сильно варьирующихся): «Завет Рувимов о благоумии (о согрешении и о покаянии)», «Завет Семеонов о зависти», «Завет Левгиин о жречестве», «Завет Иудин о мужестве (о пьянстве, и о блуде, и о сребролюбии)», «Завет Исахаров о доброумии», «Завет Данов о ярости и лжи», «Завет Нефталимов о естественней благости», «Завет Гадов о ненависти», «Завет Асиров о двою лицю, и о злобе, и о доброумьи», «Завет Иосифов о премудрости (о долготерпении на жиды)», «Завет Вениаминов о помысле чисте (честнем)».
Текст в переводе протоиерея Александра Смирнова (1911).
1. Завет Рувима, первородного сына Иакова и Лии. О мыслях
2. Завет Симеона, второго сына Иакова и Лии. О зависти
3. Завет Левия, третьего сына Иакова и Лии. О священстве и гордости
4. Завет Иуды, четвёртого сына Иакова и Лии. О мужестве, сребролюбии и блудодеянии
5. Завет Иссахара, пятого сына Иакова и Лии. О простоте
6. Завет Завулона, шестого сына Иакова и Лии. О сострадании и милосердии
7. Завет Дана, седьмого сына Иакова и Валлы. О гневе и лжи
8. Завет Неффалима, восьмого сына Иакова и Валлы. О естественной благости
9. Завет Гада, девятого сына иакова и Зелфы. О ненависти
10. Завет Асира, десятого сына Иакова и Зелфы. О двух видах зла и добродетели
11. Завет Иосифа, одиннадцатого сына Иакова и Рахили. О целомудрии
12. Завет Вениамина, двенадцатого сына Иакова и Рахили. О чистом помышлении

- Завет Неффалима, сохранившийся на еврейском языке

### Завещание Рувима
7 духов в каждом человеке:
1. жизни
2. зрения
3. слуха
4. обоняния
5. речи
6. вкуса
7. деторождения

## Издания
- ПЛ. — Вып. 3. — С. 33—38;
- Тихонравов Н. С. Памятники отреченной русской литературы. — СПб, 1863. — Т. 1. — С. 96—232;
- Порфирьев И. Я.. Апокрифы ветхозаветные. — С. 59—67, 158—194; * Никольский Н. О литературных трудах митрополита Климента Смолятича, писателя XII в. — СПб., 1892. — С. 200—204;
- Палея Толковая по списку, сделанному в Коломне в 1406 г. : Труд учеников Н. С. Тихонравова. — М., 1892—1896. — Вып. 1—2. — С. 198—238;
- Толковая палея 1477 г. / Воспроизв. Синод. рукописи № 210. — Вып. 1. — ПДП, 1892. — Т. 103. — Л. 146—189;
- Франко. Апокрифы. — Т. 1. — С. 174—224.

### Переводы на русский язык
- в: Тихонравов Н. С. Памятники отреченной русской литературы. СПб, 1863[4].
- Отрывок иудейских древностей. М., 1816 (перевод сделан с латинского переложения)[5].
- Прот. А. Смирнов. Заветы 12 Патриархов, сыновей Иакова. Казань, 1911[5].
- Перевод Марии и Вадима Витковских, 2001 г., в: Апокрифические апокалипсисы. Под ред. Витковская, М. Г., Витковский, В. Е. Серия: Античное христианство. — Издательство: СПб. : Алетейя, 279 страниц, 2001. ISBN 5-89329-223-5, с.48-128[6].